# Luisenstadtkanalen

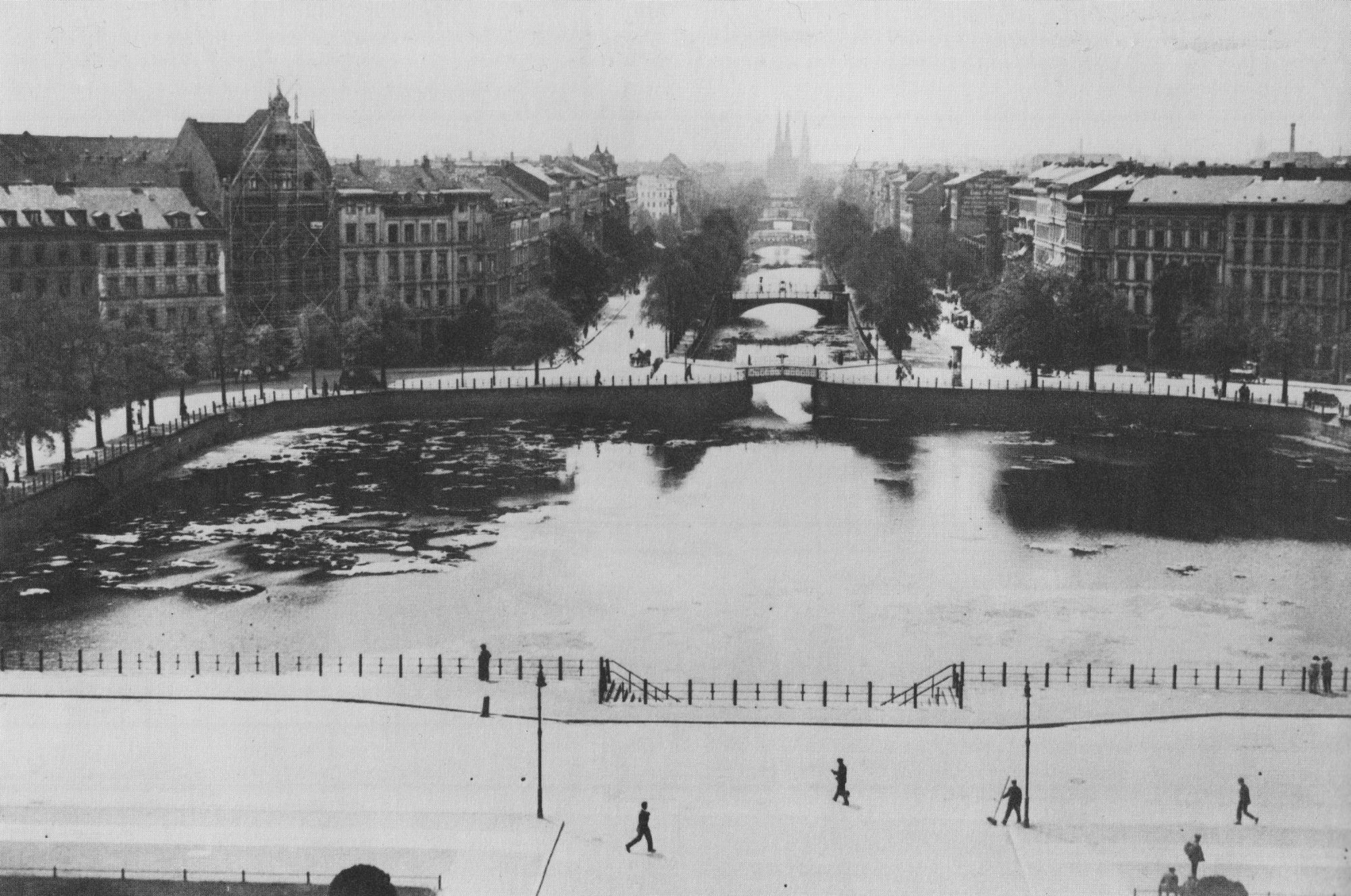
Vy söderut mot Luisenstadtkanalen från Michaelkirchplatz, omkring år 1900.

Luisenstadtkanalen, tyska: Luisenstädtischer Kanal, är en tidigare kanal i Kreuzberg i centrala Berlin, uppkallad efter det dåvarande namnet på stadsdelen, Luisenstadt. Kanalen förband Spree i norr med Landwehrkanalen i söder och färdigställdes 1852. Den fylldes till största delen igen på 1920-talet, då den aldrig kom att användas i den utsträckning som ursprungligen planerats.
Sedan 1920 är den norra halvan av kanalens sträckning administrativ gräns mellan stadsdelarna Mitte och Kreuzberg. Efter andra världskriget kom därför sträckan att utgöra gräns mellan Öst- och Västberlin, och mellan 1961 och 1989 följde Berlinmuren samma sträckning. Sedan 1990 har man i olika etapper avlägsnat resterna av muren och återskapat de parkytor som fanns längs kanalens sträckning under mellankrigstiden.

## Planering
År 1825 lade överbyggnadsrådet Johann Carl Ludwig Schmid fram en plan för bebyggandet av Köpenicker Feld, den södra delen av Luisenstadt. Redan i samband med dessa tidiga planer, som aldrig genomfördes, fanns en nord-sydlig kanal med i syfte att dränera fältet och som vattenväg. Efter kung Fredrik Vilhelm IV:s trontillträde 1840 kom ansvaret för Berlins stadsplanering att övertas av landskapsarkitekten och stadsplaneraren Peter Joseph Lenné.
På basis av Schmids planer kom Lenné att utarbeta ett förslag till stadsplan för de nya stadsdelarna som bättre tillgodosåg behovet av mark för industrin och järnvägen och tog hänsyn till sociala faktorer. Han ville göra Landwehrkanalen farbar och använde sig av Schmids förslag till en nord-sydlig förbindelsekanal med Spree. För Lenné var det viktigt att ta social hänsyn i stadsplaneringen. Han såg gröna ytor för rekreation i närområdet och attraktiva gator och torg som nödvändiga för ett stadskvarters funktion.
I denna anda skulle Luisenstadtkanalen inte bara fungera som en vattenväg, utan också bilda ett dekorativt gatustråk genom mitten av den nya stadsdelen. I sitt verk Projektirte Schmuck und Grenzzüge von Berlin mit nächster Umgebung (1839-40) lade han fram sina planer.

## Konstruktion
Byggarbetena inleddes 1848, två år efter att Landwehrkanalen färdigställts. Kanalen var tänkt att fungera som transportväg för byggmaterial, för att dränera staden och för att leda bort Sprees översvämningar. Framförallt blev projektet en stor arbetsmarknadsåtgärd, då omkring 5000 arbetare var i arbete med att gräva kanalen utan några större tekniska hjälpmedel. I oktober 1848 inträffade blodiga upplopp bland arbetarna som var rädda att förlora sina arbeten till byggmaskiner.

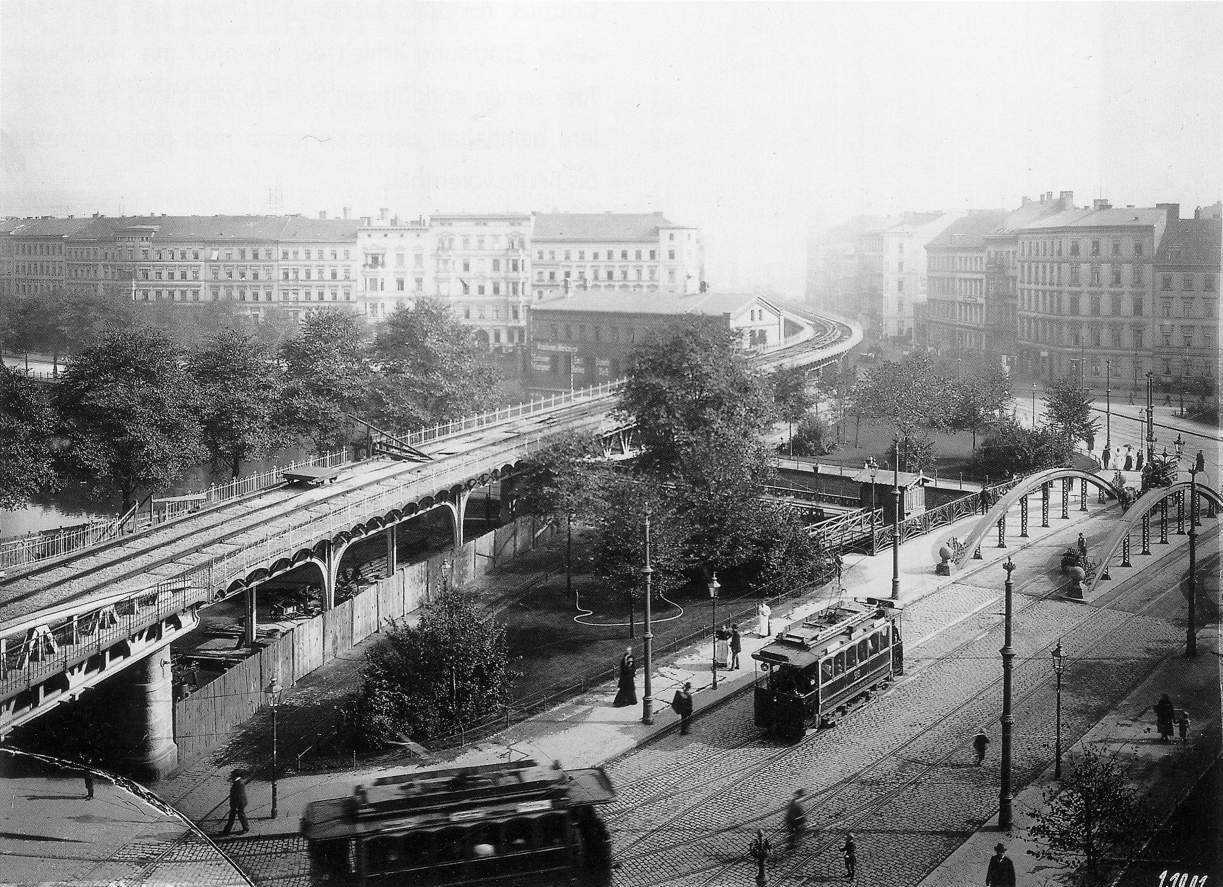
Wassertorplatz med högbanans viadukt och Wassertorbrücke, år 1901.

Kanalen var 2,3 kilometer lång, 22,5 meter bred och vid normalt vattenstånd omkring 1,5 meter djup. De för Berlin otypiska sidorna i klinker sträckte sig omkring 3 meter över vattenlinjen. Den hade endast en mycket begränsad höjdskillnad och var avsedd för fartyg med upp till 175 tons last. Vid strandpromenaden planterades "kejsarlindar". På den plats där kanalen korsade Berlins tullmur, som vid denna tid fortfarande omgärdade staden, uppfördes en ny stadsport, Wassertor.

## Sträckning

Luisenstadtkanalens tidigare sträckning. Den ljusblå sträckan betecknar den del av kanalen som fyllts igen.

Kanalen började vid Urbanhafen i Landwehrkanalen och gick därifrån i nordostlig riktning parallellt med det befintliga gatunätet. De olika segmenten av kanalen avdelades av en mindre bassäng vid Wassertorplatz, av Oranienplatz, en gjutjärnsbro i höjd med Waldemarstrasse, Waldemarbrücke, och en större bassäng, Engelbecken. Vid Engelbecken vek kanalen av i rät vinkel österut och därifrån böjde kanalen av åt nordost till Cöpenicker Schleuse och mynningen i Spree. Slussen i kanalen låg norr om Cöpenicker Brücke för att hantera nivåskillnaden mellan Spree å ena sidan och Luisenstadtkanalen och Landwehrkanalen å andra sidan, på samma sätt som Oberschleuse i Landwehrkanalen.
Bassängen Engelbecken är uppkallad efter ärkeängeln Mikael, vars staty idag åter står på krönet av Sankt Mikaelskyrkans fasad. Den ursprungliga statyn, utförd av August Kiss, var vänd mot kanalen. Motivet ansågs för västorienterat för DDR-myndigheterna, som lät avlägsna statyn. Sankt Mikaelskyrkan skadades svårt i de allierade bombanfallen i slutet av andra världskriget och har bevarats som ruin.
Kanalens distinkta linjer, med rätvinkliga svängar vid Urbanhafen och Engelbecken, orsakades av stadens gatunät, men var mindre praktisk ur sjöfartens synvinkel. Den konstruerades samtidigt som de senklassicistiska byggnaderna längs strandpromenaderna och bildade en arkitektonisk enhet med de omgivande byggnaderna. Den är därmed av betydelse ur stadsplaneringssynpunkt, eftersom den utgör ett exempel på användning av vatten för att utforma stadsmiljön.
Gatan nordväst om kanalen mellan Oranienplatz och dagens Heinrich-Heine-Platz kallades ursprungligen Luisenufer och bär sedan 1947 namnet Legiendamm, efter fackföreningsledaren Carl Legien. På andra sidan, sydost om kanalen och Engelbecken, ligger stranden som 1849 fick namnet Elisabethufer och 1947 istället bytte namn till Leuschnerdamm efter fackföreningsmannen Wilhelm Leuschner. Husen vid dessa gator bär fortfarande komplementerande husnummer: husen vid Legiendamm har endast jämna, husen vid Leuschnerdamm endast udda nummer. Vid Oranienplatz byter gatorna namn; Legiendamms fortsättning kallas sedan 1947 Segitzdamm efter socialdemokraten Martin Segitz och Leuschnerdamms fortsättning kallas Erkelenzdamm efter rikdsdagsledamoten Anton Erkelenz, som representerade DDP.

## Broar
Under kanalens historia kom de båda sidorna att med tiden förbindas med sammanlagt tolv broar. Några av dem var gångbroar. Från Spree söderut mot Landwehrkanalen var broarna:

| 1. Zwillingsbrücke, 2. Köpenicker Brücke, 3. Melchiorbrücke, 4. Adalbertbrücke, 5. Elisabethbrücke, 6. Königinbrücke, | 1. Waldemarbrücke 2. Oranienbrücke, 3. Luisenbrücke, 4. Neue Wassertorbrücke, 5. Svängbro för Berliner Verbindungsbahn 6. Högbanans järnvägsviadukt, | 1. Alte Wassertorbrücke, 2. Luisensteg (gångbro för allmänheten byggd på gasledning) |

Av broarna i den på 1920-talet huvudsakligen igenfyllda kanalen återstår efter Berlinmurens fall endast den 1995 rekonstruerade Waldemarbrücke.

## Parkanläggning

### Barths omvandling

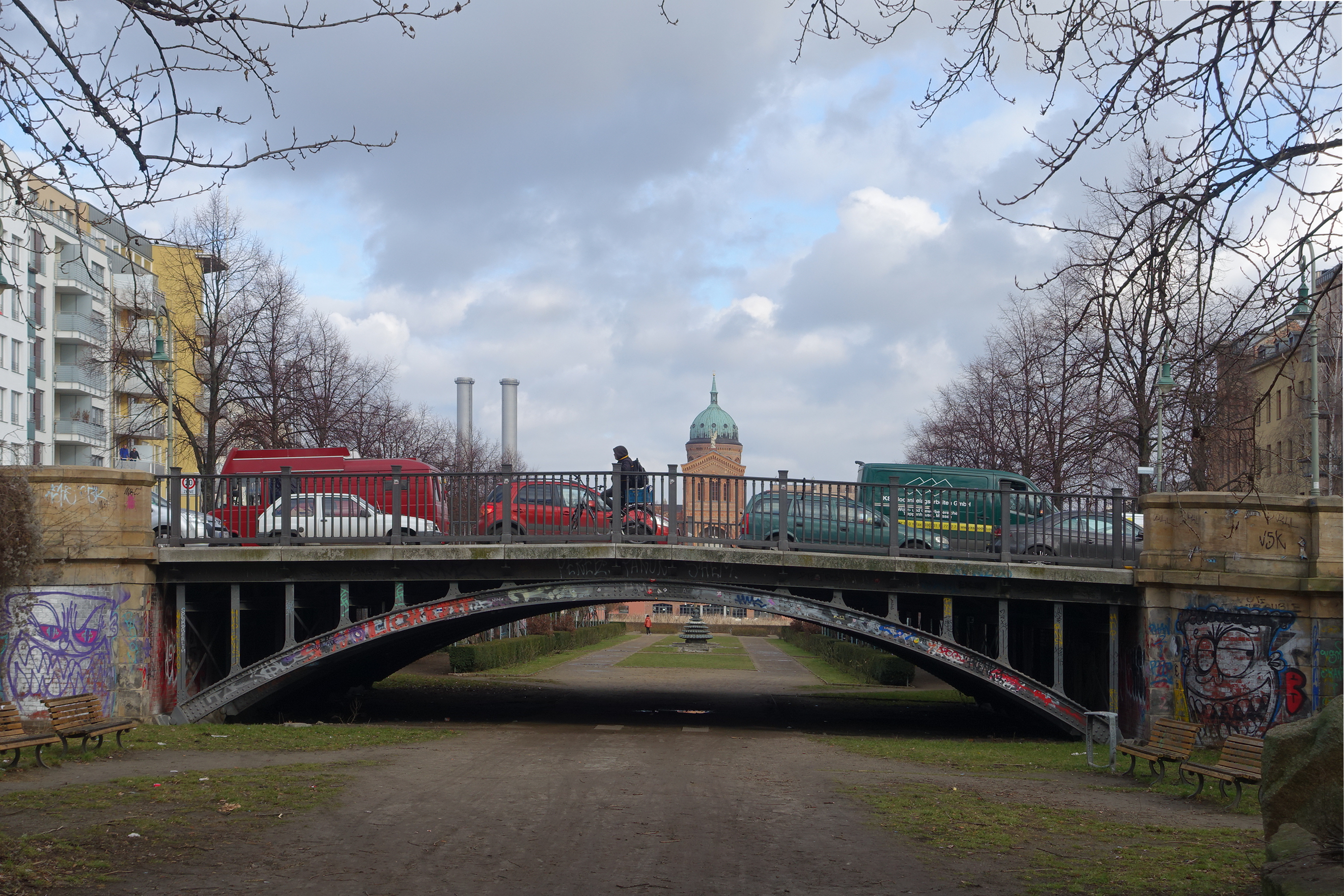
Waldemarbrücke var den enda av broarna över kanalen som inte revs i samband med att kanalen omvandlades till park. Vy norrut mot Sankt Mikaelskyrkan.

Kanalen öppnades 15 maj 1852, men kom aldrig att få någon större betydelse som vattenväg. På grund av den begränsade trafiken och den låga fallhöjden kom vattnet i kanalen att bli stillastående, vilket ledde till kraftiga problem med dålig lukt för de kringboende. Av denna anledning beslutade Berlins magistrat 16 januari 1926 att låta fylla igen kanalen. Liksom vid kanalens tillkomst utgjorde även detta projekt en arbetsmarknadsåtgärd. Som fyllnadsmaterial användes fyllnadsmassor från det pågående bygget av tunnelbanan mellan Gesundbrunnen och Neukölln (GN-Bahn), det som idag är tunnelbanelinje U8. Byggplatser fanns vid denna tid bland annat vid Reichenberger Strasse, Moritzplatz och på Neanderstrasse (nuv. Heinrich-Heine-Strasse).
I samma anda som Lennés tankar om grönområden nära den tätbefolkade stadsdelen kom kanalen att omvandlas till en park, under ledning av den nya stadsträdgårdsdirektören Erwin Barth och medarbetaren Leo Kloss. 
Svårigheten i att skapa ett långdraget och endast 22 meter brett grönområde löste han med ett trick: istället för att fylla igen kanalen helt upp till gatunivån, fylldes kanalen endast upp till strax över den gamla vattenlinjen. Kajkanterna i tegel lät Barth bygga på med bröstningar. För att göra parken mer omväxlande, delade han in den i tio avsnitt med individuell karaktär. Han skapade sitthörnor, verandor, lekplatser och fontäner, till och med smala vattenrännor. Mellan dessa fanns gångvägar, gräsytor, blomrabatter, klängväxter, träddungar och olika trädgårdsplanteringar med dahlior, rosor, skogsblommor och alpblommor. 
Engelbecken behölls som en damm i parken och omkring den byggdes pergolor. I själva dammen fanns 16 fontäner som var upplysta kvällstid. Parken färdigställdes 1932, men av kostnadsskäl fick man skära ner på planerna jämfört med den ursprungliga ritningen. I synnerhet i parkens södra del kom den färdigställda parken att skilja sig från vad som ursprungligen planerats.

### Under Berlins delning

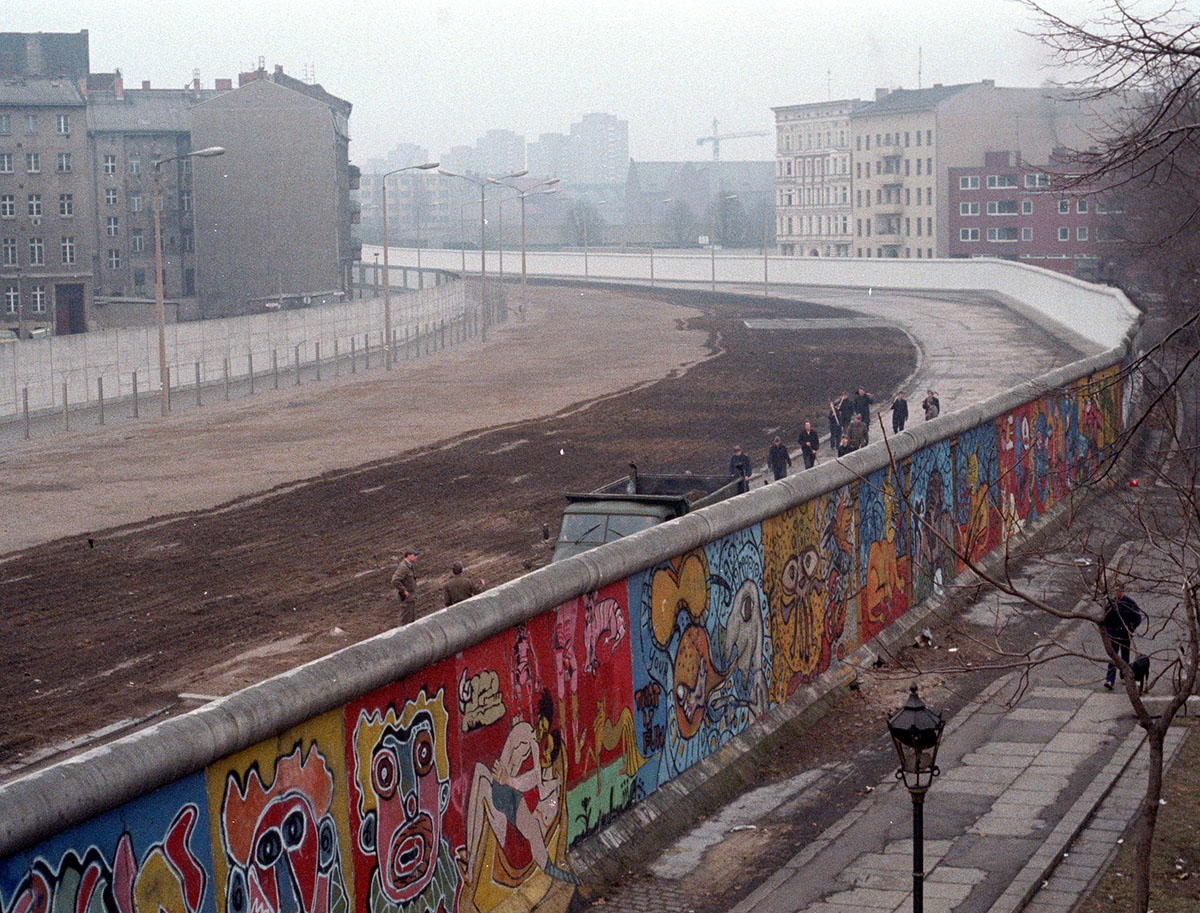
Luisenstadtkanalen igenfylld för Berlinmuren. Bilden är tagen från den södra Västberlinsidan, österut från Adalbertstrasse.

Efter de allierades luftangrepp under de sista åren av andra världskriget fanns stora mängder rasmassor att röja undan i staden. Många kullar av rasmassor, Trümmerberge, skapades och de djupare belägna delarna av Luisenstadtkanalen fylldes med byggnadsrester.
Under Berlins delning följde gränsen mellan Östberlin och Västberlin kanalens sträckning mellan Spree och Waldemarstrasse, där den sydöstra delen hörde till Västberlin och den nordvästra till Östberlin. När Berlinmuren uppfördes från 1961 så fylldes denna del av kanalen helt igen och jämnades till. Här skapades en bred remsa av ingenmansland framför muren.
I samband med Internationella byggutställningen 1984 till 1987 i Kreuzberg i Västberlin återställdes den södra delen till det skick som denna del av parken huvudsakligen har idag.

### Efter Berlins återförening

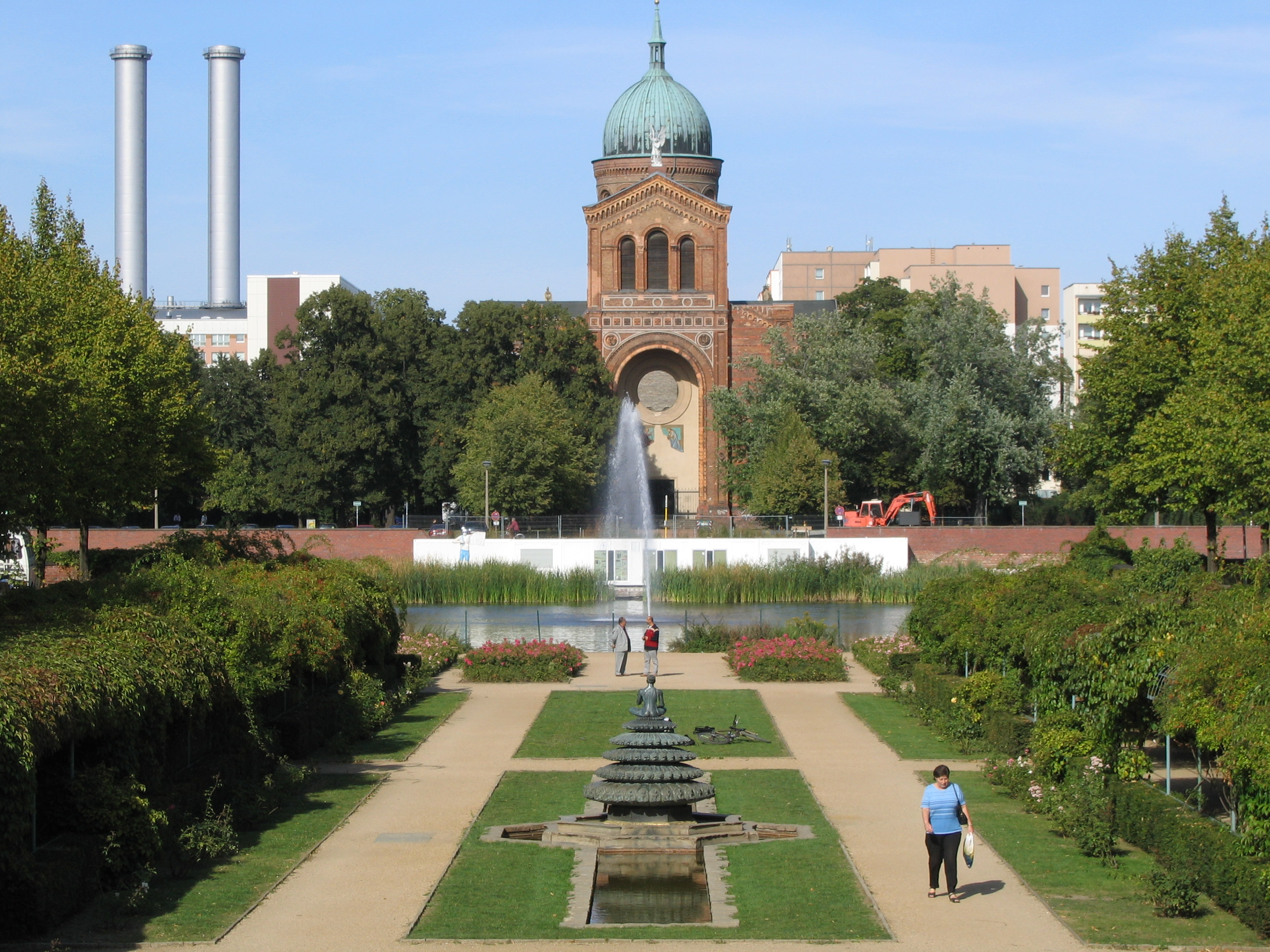
Vy mot Engelbecken och Sankt Mikaelskyrkans ruin, 2004.

Kort efter Tysklands återförening och Öst- och Västberlins sammanslagning 1990 startade ansträngningar för att göra de båda hälfterna av Luisenstadtkanalen enhetliga och återställa parken till mellankrigstidens skick. Provborrningar genomfördes som en del av trädgårdsarkeologiska undersökningar, och oväntat visade det sig att kajmurarna och trädgårdsanläggningarna till stora delar hade bevarats under marken; till och med rester av vegetationen kunde spåras. Sedan 1991 pågår en stegvis rekonstruktion av trädgården under ledning av firman Schumacher. År 1993 öppnades den "ständigt gröna trädgården" mellan Engelbecken och Adalbertstrasse och i juni 1995 öppnades rosenträdgården mellan Engelbecken och Waldermarbrücke.
Redan under 1990-talets början började man genomföra provutgrävningar av Engelbecken. På grund av finansieringsproblem kom dock rekonstruktionen av Engelbecken att dra ut på tiden, och under större delen av 1990-talet stod dammen endast delvis utgrävd längs kanterna, där grundvattnet trängde in. Först 1999 kunde hela dammen grävas ut fullständigt. I början av 2006 sänktes dammområdets nivå ytterligare och den skadade, delvis raserade dammväggen ersattes med en ny, stabilare betongkant.
Rekonstruktionsarbetena 2006 omfattade även återställningen av den 500 meter långa sträckan mellan Adalbertstrasse och Melchiorstrasse. År 2008 tillkom de 200 meterna park mellan Melchiorstrasse och Köpenicker Strasse. Sedan 2010-talet leder en promenadväg under en lindallé med fyra rader genom en omkring 2,5 hektar stor parkyta längs kanalens sträckning i riktning mot Spree. I sydost har den nya parkanläggningen kompletterats genom saneringen av området kring Künstlerhaus Bethanien och den ombyggda Mariannenplatz.
Luisenstadtkanalen har status som delstatsminnesmärke i egenskap av skyddsvärt trädgårdsminnesmärke.